# Cyclogramma chunii
Cyclogramma chunii là một loài thực vật có mạch trong họ Thelypteridaceae. Loài này được (Ching) Tagawa mô tả khoa học đầu tiên năm 1938.